# 공학교육인증
공학교육인증(工學敎育認證)은 한국공학교육인증원에서 주관하는 대한민국의 대학 공학 교육의 인증 제도이다. 2001년부터 인증제를 실시하고, 현재에 이르고 있다.
흔히 ABEEK이라는 약자로 칭하지만, 해당 약칭은 한국공학교육인증을 주관하는 한국공학교육인증원(Accereditation Board for Engineering Education of Korea)의 약자이다. 정확히는 EAC(공학교육인증), CAC(컴퓨터·정보공학교육인증), ETAC(공학기술교육인증) 등으로 나뉜다.

## 이수 절차
이수하려면 사전에 선발 전형에 지원하여 합격하여야만 선택 가능하다. 이수 요건 109학점(MSC30+전공60(설계18이상)+전문교양19)을 만족하고, 졸업시 졸업예정자 학습성과평가를 응시하여 통과한 후, 이어서 전공 교과에 대한 포트폴리오를 제출하여 전체 통과된 이후 ABEEK으로 졸업이 가능하다. 따라서 타과생들로서는 일반적인 캠퍼스 복수전공으로는 들을 수 없으며, 졸업예정자 복수전공으로만 이수 가능하다.

## 인증 대학 일람
다음은 2019년 기준, 공학교육인증제에 합격한 대학 일람이다.

### EAC & CAC
공학교육인증과 컴퓨터·정보공학교육인증제는 일반 대학을 대상으로 이루어진다. EAC의 경우 공학교육인증, CAC의 경우 컴퓨터·정보공학교육인증을 말한다.
| 교명                   | 종류         | 위치 | EAC | CAC | 어코드 분류 | 어코드 분류 |
| ---------------------- | ------------ | ---- | --- | --- | ----------- | ----------- |
| 가천대학교             | 사립         | 경기 | O   | X   | 워싱턴      | 워싱턴      |
| 가톨릭대학교           | 사립         | 서울 | O   | X   | 워싱턴      | 워싱턴      |
| 강릉원주대학교         | 국립         | 강원 | O   | O   | 서울        | 워싱턴      |
| 강원대학교             | 국립         | 강원 | O   | X   | 워싱턴      | 워싱턴      |
| 건국대학교             | 사립         | 서울 | O   | O   | 서울        | 워싱턴      |
| 건양대학교             | 사립         | 충남 | O   | O   | 서울        | 워싱턴      |
| 경기대학교             | 사립         | 경기 | O   | O   | 서울        | 워싱턴      |
| 경남과학기술대학교     | 국립         | 경남 | O   | X   | 워싱턴      | 워싱턴      |
| 경남대학교             | 사립         | 경남 | O   | X   | 워싱턴      | 워싱턴      |
| 경북대학교             | 국립         | 대구 | O   | O   | 서울        | 워싱턴      |
| 경상대학교             | 국립         | 경남 | O   | X   | 워싱턴      | 워싱턴      |
| 경일대학교             | 사립         | 경북 | O   | X   | 워싱턴      | 워싱턴      |
| 경희대학교             | 사립         | 서울 | O   | O   | 서울        | 워싱턴      |
| 계명대학교             | 사립         | 대구 | O   | X   | 워싱턴      | 워싱턴      |
| 고려대학교             | 사립         | 서울 | O   | X   | 워싱턴      | 워싱턴      |
| 공주대학교             | 국립         | 충남 | O   | X   | 워싱턴      | 워싱턴      |
| 광운대학교             | 사립         | 서울 | O   | O   | 서울        | 워싱턴      |
| 국민대학교             | 사립         | 서울 | O   | O   | 서울        | 워싱턴      |
| 군산대학교             | 국립         | 전북 | O   | X   | 워싱턴      | 워싱턴      |
| 금오공과대학교         | 국립         | 경북 | O   | O   | 서울        | 워싱턴      |
| 단국대학교             | 사립         | 경기 | O   | O   | 서울        | 워싱턴      |
| 대구대학교             | 사립         | 경북 | O   | X   | 워싱턴      | 워싱턴      |
| 대진대학교             | 사립         | 경기 | O   | X   | 워싱턴      | 워싱턴      |
| 동국대학교             | 사립         | 서울 | O   | O   | 서울        | 워싱턴      |
| 동명대학교             | 사립         | 부산 | O   | X   | 워싱턴      | 워싱턴      |
| 동서대학교             | 사립         | 부산 | O   | X   | 워싱턴      | 워싱턴      |
| 동신대학교             | 사립         | 전남 | O   | O   | 서울        | 워싱턴      |
| 동아대학교             | 사립         | 부산 | O   | O   | 서울        | 워싱턴      |
| 동의대학교             | 사립         | 부산 | O   | O   | 서울        | 워싱턴      |
| 명지대학교             | 사립         | 경기 | O   | O   | 서울        | 워싱턴      |
| 목원대학교             | 사립         | 대전 | O   | X   | 워싱턴      | 워싱턴      |
| 목포대학교             | 국립         | 전남 | O   | O   | 서울        | 워싱턴      |
| 부경대학교             | 국립         | 부산 | O   | X   | 워싱턴      | 워싱턴      |
| 부산대학교             | 국립         | 부산 | O   | X   | 워싱턴      | 워싱턴      |
| 상명대학교             | 사립         | 서울 | O   | O   | 서울        | 워싱턴      |
| 상지대학교             | 사립         | 강원 | O   | X   | 워싱턴      | 워싱턴      |
| 서강대학교             | 사립         | 서울 | X   | O   | 서울        | 서울        |
| 서울과학기술대학교     | 국립         | 서울 | O   | O   | 서울        | 워싱턴      |
| 서울대학교             | 국립대학법인 | 서울 | O   | X   | 워싱턴      | 워싱턴      |
| 서울시립대학교         | 공립         | 서울 | O   | X   | 워싱턴      | 워싱턴      |
| 선문대학교             | 사립         | 충남 | O   | O   | 서울        | 워싱턴      |
| 성결대학교             | 사립         | 경기 | O   | O   | 서울        | 워싱턴      |
| 성균관대학교           | 사립         | 경기 | O   | O   | 서울        | 워싱턴      |
| 세종대학교             | 사립         | 서울 | O   | O   | 서울        | 워싱턴      |
| 순천향대학교           | 사립         | 충남 | O   | X   | 워싱턴      | 워싱턴      |
| 숭실대학교             | 사립         | 서울 | O   | O   | 서울        | 워싱턴      |
| 아주대학교             | 사립         | 경기 | O   | O   | 서울        | 워싱턴      |
| 안동대학교             | 국립         | 경북 | O   | O   | 서울        | 워싱턴      |
| 연세대학교             | 사립         | 서울 | O   | O   | 서울        | 워싱턴      |
| 영남대학교             | 사립         | 경북 | O   | O   | 서울        | 워싱턴      |
| 울산대학교             | 사립         | 울산 | O   | O   | 서울        | 워싱턴      |
| 원광대학교             | 사립         | 전북 | O   | O   | 서울        | 워싱턴      |
| 이화여자대학교         | 사립         | 서울 | O   | O   | 서울        | 워싱턴      |
| 인제대학교             | 사립         | 경남 | O   | O   | 서울        | 워싱턴      |
| 인천대학교             | 국립대학법인 | 인천 | O   | X   | 워싱턴      | 워싱턴      |
| 인하대학교             | 사립         | 인천 | O   | X   | 워싱턴      | 워싱턴      |
| 전남대학교             | 국립         | 광주 | O   | X   | 워싱턴      | 워싱턴      |
| 전북대학교             | 국립         | 전북 | O   | O   | 서울        | 워싱턴      |
| 전주대학교             | 사립         | 전북 | O   | X   | 워싱턴      | 워싱턴      |
| 제주대학교             | 국립         | 제주 | O   | X   | 워싱턴      | 워싱턴      |
| 조선대학교             | 사립         | 광주 | O   | X   | 워싱턴      | 워싱턴      |
| 중앙대학교             | 사립         | 서울 | O   | O   | 서울        | 워싱턴      |
| 창원대학교             | 국립         | 경남 | O   | X   | 워싱턴      | 워싱턴      |
| 충남대학교             | 국립         | 대전 | O   | X   | 워싱턴      | 워싱턴      |
| 충북대학교             | 국립         | 충북 | O   | O   | 서울        | 워싱턴      |
| 한경대학교             | 국립         | 경기 | O   | X   | 워싱턴      | 워싱턴      |
| 한국교통대학교         | 국립         | 충북 | O   | O   | 서울        | 워싱턴      |
| 한국기술교육대학교     | 사립         | 충남 | O   | X   | 워싱턴      | 워싱턴      |
| 한국산업기술대학교     | 사립         | 경기 | O   | O   | 서울        | 워싱턴      |
| 한국항공대학교         | 사립         | 경기 | O   | O   | 서울        | 워싱턴      |
| 한국해양대학교         | 국립         | 부산 | O   | X   | 워싱턴      | 워싱턴      |
| 한남대학교             | 사립         | 대전 | O   | X   | 워싱턴      | 워싱턴      |
| 한동대학교             | 사립         | 경북 | O   | O   | 서울        | 워싱턴      |
| 한라대학교             | 사립         | 강원 | O   | O   | 서울        | 워싱턴      |
| 한밭대학교             | 국립         | 대전 | O   | O   | 서울        | 워싱턴      |
| 한양대학교             | 사립         | 서울 | O   | X   | 워싱턴      | 워싱턴      |
| 한양대학교 ERICA캠퍼스 | 사립         | 경기 | O   | X   | 워싱턴      | 워싱턴      |
| 호남대학교             | 사립         | 광주 | O   | X   | 워싱턴      | 워싱턴      |
| 호서대학교             | 사립         | 충남 | O   | O   | 서울        | 워싱턴      |
| 호원대학교             | 사립         | 전북 | X   | O   | 서울        | 서울        |
| 홍익대학교             | 사립         | 서울 | O   | X   | 워싱턴      | 워싱턴      |

### EATC
공학기술교육인증은 전문대학을 대상으로 한다. 
| 교명           | 종류 | 위치 | 어코드        |
| -------------- | ---- | ---- | ------------- |
| 거제대학교     | 사립 | 경남 | 시드니        |
| 경복대학교     | 사립 | 경기 | 더블린        |
| 동서울대학교   | 사립 | 경기 | 시드니/더블린 |
| 동의과학대학교 | 사립 | 부산 | 더블린        |
| 두원공과대학교 | 사립 | 경기 | 시드니/더블린 |
| 아주자동차대학 | 사립 | 충남 | 더블린        |
| 영남이공대학   | 사립 | 대구 | 시드니/더블린 |
| 영진전문대학교 | 사립 | 대구 | 더블린        |

## 같이 보기
- 공과대학
- 복수전공
- 기술자격제도